# Shibo Yangcong-san
Shibo Yangcong-san är ett fiktivt brädspel skapat av Terry Pratchett. Det förekommer i Spännande tider.

## Spelsätt och ursprung
Spelet spelas med ett antal träbrickor, och påminner smått om Xiangqi, båda är strategibrädspel som spelas med träbrickor. Shibo Yangcong-san är japanska för spelet "Förlama Herr Lök", ett annat spel som finns på Skivvärlden men med ett helt annat spelsätt. Shibo Yangcong-san kommer ursprungligen från Agateanska Imperiet. 